# Bartosz Dzierżanowski
Bartosz Dzierżanowski (ur. 5 września 1986) – polski siatkarz, grający na pozycji środkowego. Od sezonu 2018/2019 występuje w drużynie TKS Tychy.

## Sukcesy klubowe
Mistrzostwo I ligi:
- 2017[2]
- 2012

Mistrzostwo II ligi:
- 2018